# Chidozie Awaziem
 (juillet 2017).
Si vous disposez d'ouvrages ou d'articles de référence ou si vous connaissez des sites web de qualité traitant du thème abordé ici, merci de compléter l'article en donnant les références utiles à sa vérifiabilité et en les liant à la section « Notes et références ».
Chidozie Awaziem, né le 1er janvier 1997 à Enugu au Nigeria, est un footballeur international nigérian qui joue au poste de défenseur au FC Nantes

## Biographie

### En club
Chidozie Awaziem naît le 1er janvier 1997 à Enugu au Nigeria. Après avoir fait ses classes dans le club nigérian d'El-Kanemi Warriors, il arrive au FC Porto en 2014, et y termine durant un an sa formation. 
Il joue alors la plupart du temps avec l'équipe B du FC Porto, qui évolue en 2e division portugaise. 
Il fait sa première apparition dans l'équipe première en compétition officielle le 27 janvier 2016, à l'âge de 19 ans, pour un match de Taça da Liga (Coupe de la Ligue portugaise). Le FC Porto est défait lors de ce match 2 buts à 0 face au C.D. Feirense. Il fait sa première apparition dans le championnat portugais le 12 février 2016, lors d'une victoire 2 buts à 1 face au S.L. Benfica.
Il arrive en prêt au FC Nantes en juillet 2017, pour une durée d'un an, en échange de l'entraîneur Sérgio Conceição. Un joueur supplémentaire, Joris Kayembe, fait également partie de l'échange.

### En sélection
Chidozie Awaziem reçoit sa première sélection en équipe du Nigeria le 10 juin 2017, contre l'Afrique du Sud (défaite 0-2).
Il dispute sa première compétition internationale lors de la Coupe du monde 2018 en Russie. 
Un an plus tard, il est convoqué pour disputer la Coupe d'Afrique des nations 2019. Awaziem dispute également la Coupe d'Afrique des nations 2021.
Le 29 décembre 2023, il est retenu dans la liste des vingt-cinq joueurs nigérians sélectionnés par José Peseiro pour disputer la Coupe d'Afrique des nations 2023.